# تیمیزار
تیمیزار یک منطقهٔ مسکونی در الجزایر است که در ناحیه ثنیه واقع شده‌است. تیمیزار ۷٫۲ کیلومتر مربع مساحت دارد ۵۱۰ متر بالاتر از سطح دریا واقع شده‌است.